# Chat de Kellas

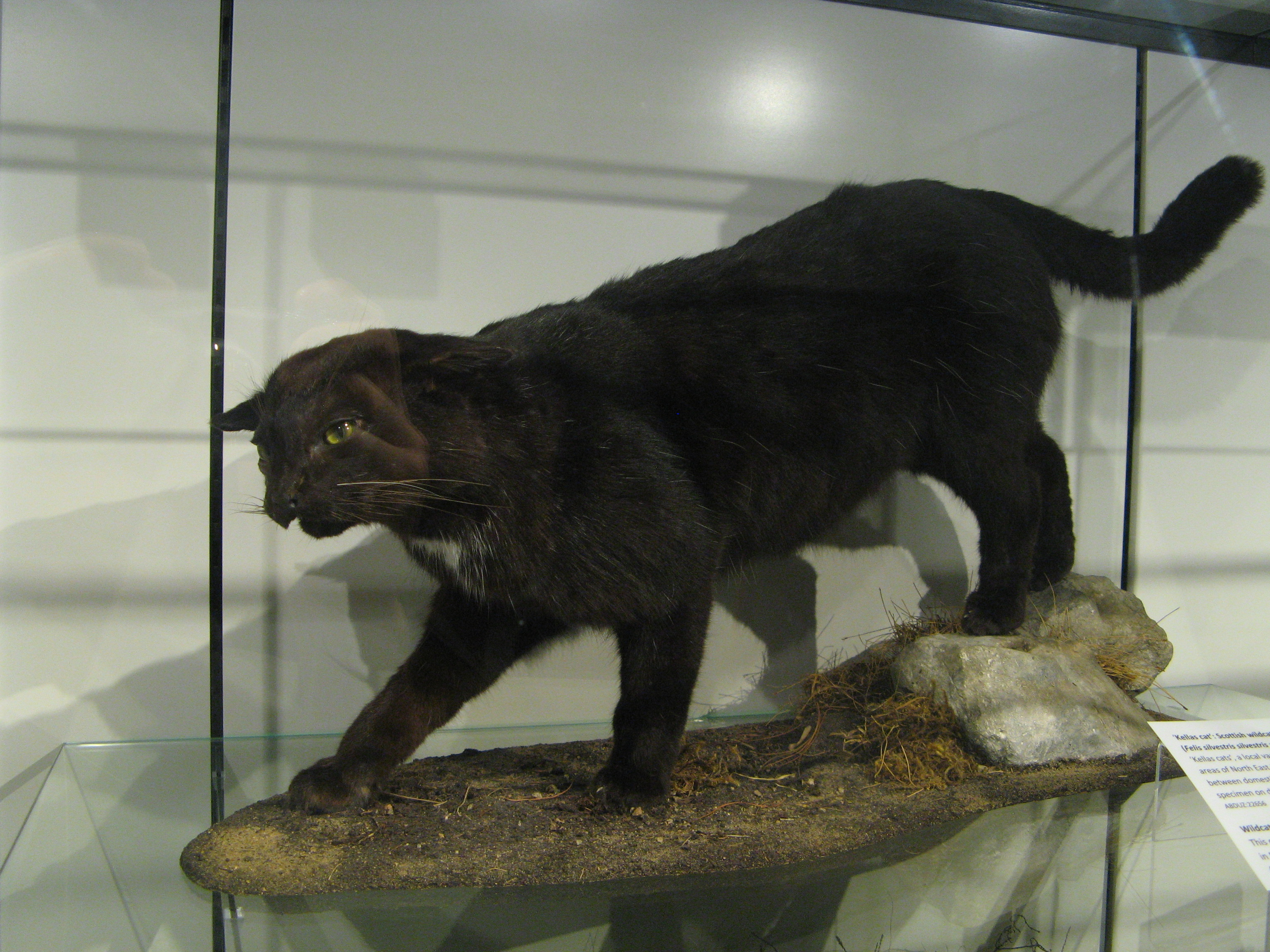
Chat de Kellas naturalisé à l'Université d'Aberdeen.

Le chat de Kellas est une race naturelle de petits félins noirs que l'on trouve en Écosse. Alors qu'on a longtemps pensé qu'il s'agissait d'un animal légendaire, dont les rares témoignages étaient faux, un spécimen a été tué en 1984 par un chasseur du nom de Ronnie Douglas : il se révèle être un hybride entre la sous-espèce domestique Felis silvestris catus et le Chat sauvage d'Europe. Le spécimen a été nommé par le cryptozoologiste Karl Shuker d'après le village de Kellas en Moray, où il a été vu pour la première fois. Shuker pense que le Cat Sidhe de la mythologie celtique est basé sur le chat de Kellas.
Le chat de Kellas est décrit comme mesurant plus de 65 cm de long, avec de longues pattes puissantes et une queue pouvant atteindre 30 cm de long. Un spécimen serait conservé dans un musée à Elgin.